# 阿比·哈金
阿比·哈金（英語：Abbey Harkin，1998年5月6日—），澳大利亚女子游泳运动员，2018年世界短池游泳锦标赛女子4×200米自由泳接力铜牌得主、2023年世界游泳锦标赛女子4×100米混合泳接力银牌得主。